# 勝部祐子
勝部 祐子（かつべ ゆうこ、1971年5月18日 - ）は日本の女優。北里大学看護学部卒業、助産師の資格を持つ。いずみたく記念イズミ・ミュージカルアカデミー「専門科」修了後、1998年からミュージカルカンパニー イッツフォーリーズに所属。

## 出演

### 舞台
- ミュージカル「遠ざかるネバーランド」(2018年)
- ミュージカル「悪ノ娘」(2017年)
- ミュージカル「青空の休暇」(2017年、2014年、2011年)
- 音楽劇「秋に咲く桜のような」(2017年、2015年)
- ミュージカル「ゲゲゲの鬼太郎 十万億土の祈り唄」(2014年、2017年)
- ミュージカル「ミンキーモモ 鏡の国のプリンセス」(2010年)
- 朗読劇「はちぞうの不思議な旅」
- ミュージカル「スター誕生」日本音楽事業者協会創立40周年記念(2004年)

### テレビドラマ
- 透明なゆりかご（2018年7月 - 、NHK総合） - 山村看護婦 役